# Richard Hawes
Richard Hawes (Bowling Green, 6 febbraio 1797 – Paris, 25 maggio 1877) è stato un politico statunitense.
Fu Rappresentante del Kentucky e secondo governatore Confederato del Kentucky. Fece parte della politicamente influente famiglia Hawes. Il fratello, lo zio ed il cugino furono tutti Rappresentanti, mentre il nipote Harry Bartow Hawes fu membro del Senato. Richard Hawes iniziò la carriera politica come Whig e fu stretto amico del fondatore del partito, Henry Clay. Quando il partito si sciolse negli anni 1850 Hawes divenne un Democratico e la sua amicizia con Clay si raffreddò.
Allo scoppio della guerra di secessione Hawes era sostenitore della scelta del Kentucky di neutralità armata. Quando la neutralità del Commonwealth fu violata nel settembre 1861, Hawes fuggì in Virginia e si arruolò come commissario di brigata col generale confederato Humphrey Marshall. Quando si formò il governo confederato del Kentucky a Russellville, ad Hawes fu offerto il ruolo di revisore dei conti, ma rifiutò. Mesi dopo fu scelto per essere governatore confederato del Commonwealth dopo la morte di George Washington Johnson nella battaglia di Shiloh.
Hawes ed il governo confederato si unirono all'Armata Confederata del Tennessee di Braxton Bragg, e quando Bragg invase il Kentucky nell'ottobre 1862 conquistò Frankfort ed organizzò una cerimonia d'inaugurazione per Hawes. La cerimonia fu interrotta dalle forze del generale unionista Don Carlos Buell, ed i Confederati furono cacciati dal Commonwealth dopo la battaglia di Perryville. Hawes si trasferì in Virginia dove continuò a cercare di convincere il presidente Jefferson Davis a tentare una nuova invasione del Kentucky.
Alla fine della guerra il governo confederato del Kentucky in esilio cessò di esistere ed Hawes fece ritorno a Paris (Kentucky). Giurò fedeltà all'Unione e gli fu permesso di tornare a praticare la professione di avvocato. Fu eletto giudice della contea di Bourbon, ruolo che ricoprì fino alla morte giunta nel 1877.

## Gioventù
Richard Hawes nacque il 6 febbraio 1797 nei pressi di Bowling Green nella contea di Caroline (Virginia). Fu uno degli undici figli di Richard e Clara Walker Hawes. Gli Hawes avevano una tradizione politica. Il fratello di Richard Albert Gallatin Hawes, il nipote Aylett Hawes ed il cugino Aylett Hawes Buckner furono tutti eletti alla Camera dei rappresentanti. Nel 1810 la famiglia si trasferì in Kentucky, insediandosi nella contea di Fayette nei pressi di Lexington. Parte della prima istruzione di Hawes avvenne nella scuola della contea di Jessamine condotta da Samuel Wilson.
Il 13 novembre 1818 Hawes sposò Hetty Morrison Nicholas di Lexington. Frequentò gli studi classici alla Transylvania University, per poi studiare legge con Robert Charles Wickliffe. Hawes e Wickliffe divennero soci con l'ammissione al bar nel 1818. A causa dell'alto numero di avvocati a Lexington, Hawes si trasferì a Winchester nel 1824. Mentre si trovava qui divenne socio di una ditta di corde e tele con Benjamin H. Buckner.

### Carriera politica
Hawes iniziò la carriera politica nel 1828 quando fu eletto rappresentante Whig della contea di Clark alla Camera dei rappresentanti del Kentucky. Essendo membro della milizia statale, Hawes prestò un servizio limitato durante la guerra di Falco Nero nel 1832, e tornò alla Camera del Kentucky nel 1834. Si presentò senza fortuna alle elezioni per la Camera federale dei rappresentanti nel 1834, ma fu eletto per rappresentare il "distretto di Ashland" di Henry Clay tre anni dopo, rimanendo in carica dal 4 marzo 1837 al 3 marzo 1841. Si trasferì a Paris nel 1843 e continuò a praticare legge.
Hawes fu amico intimo di Clay, ma l'amicizia si ruppe quando Hawes sostenne Zachary Taylor invece di Clay alla presidenza degli Stati Uniti d'America nel 1848. Quando il partito Whig si sciolse negli anni 1850 Hawes divenne Democratico e sostenne i candidati presidenziali James Buchanan nel 1856 e John C. Breckinridge nel 1860.
Nonostante fosse spaventato dall'elezione di Abraham Lincoln nel 1860, Hawes fu un oppositore della secessione, sostenendo invece l'idea della neutralità armata. A maggio del 1861 Hawes, Breckinridge ed il governatore del Kentucky Beriah Magoffin rappresentarono il punto di vista dei sudisti in una convenzione che avrebbe dovuto decidere le sorti del Kentucky nella guerra di secessione. Partecipò ad un'altra riunione nel settembre del 1861. Nessuno dei due incontri produsse una decisione definitiva.
Nel luglio 1861 appelli rivolti al popolo della contea di Bourbon, scritti da Hawes e da altri democratici, criticarono i repubblicani per aver fatto partire la guerra civile, denunciarono la coercizione degli Stati per annetterli all'Unione ed avvisarono che l'amministrazione Lincoln avrebbe lottato per eliminare lo schiavismo. Questo appello chiedeva di terminare la guerra, di riconoscere agli Stati Confederati d'America la sovranità nazionale e di distribuire equamente il debito e le proprietà nazionali.

### Servizio militare
Quando la neutralità del Kentucky fu rotta nel settembre 1861, Hawes fuggì in Virginia per scappare alla prigionia da parte delle autorità federali. Mentre si trovava qui si arruolò come commissario di brigata col generale Humphrey Marshall e gli fu dato il grado di maggiore. Nonostante la sua capacità di ottenere rifornimenti per la brigata di Marshall fosse utile date le difficili condizioni, la sua età (64) e la mancanza di esperienza militare ne diminuivano il valore per l'unità di Marshall, ed egli preferì saltare la catena di comando e comunicare direttamente con il Segretario Confederato della guerra Judah Philip Benjamin mettendolo in contrasto con Marshall.
Nel novembre 1861 gli autonominatisi membri della convenzione di sovranità nazionale Confederata di Russellville, Kentucky, nominarono Hawes revisore dei conti del governo confederato del Commonwealth, ma egli rifiutò l'incarico per poter continuare il servizio militare. Scrisse al presidente Davis il 25 gennaio 1862 per informarlo del fatto che si stava trasferendo a Bowling Green su richiesta del governatore confederato George W. Johnson per aiutare Johnson nell'amministrazione. Si congedò due giorni dopo, ma la partenza per Bowling Green fu ritardata quando fu colpito da febbre tifoide.

## Governatore Confederato del Kentucky

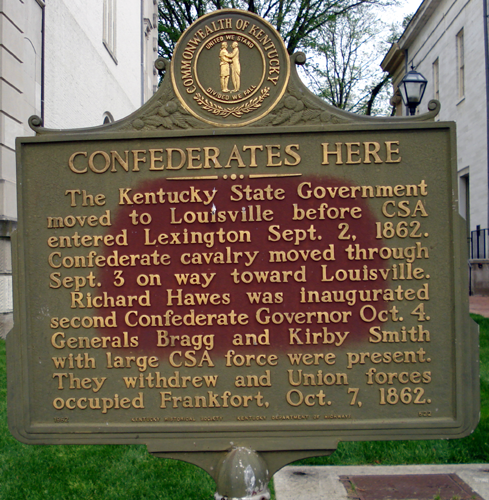
Cartello a Frankfort (Kentucky) che documenta l'insediamento di Hawes come governatore confederato.

Il governatore Johnson fu ucciso nella battaglia di Shiloh. Dopo la formazione della Convenzione di Russellville, i dieci consiglieri del governo provvisorio confederato scelsero Hawes come successore di Johnson nel ruolo di governatore. Si unì al governo ombra che aveva viaggiato con l'Armata Confederata del Tennessee, a Corinth (Mississippi), e prestò giuramento il 31 maggio. Il capo dell'esercito, il generale Braxton Bragg, stava considerando l'idea di un'invasione del Kentucky. Il 27 agosto Hawes fu mandato a Richmond (Virginia) per sostenere quest'idea con il presidente Jefferson Davis, ma Davis non la accettò. Bragg e Edmund Kirby Smith fecero comunque l'invasione, mentre i capi di governo rimasero a Chattanooga in attesa del ritorno di Hawes. Partirono il 18 settembre e si unirono a Bragg e Smith a Lexington, in Kentucky, il 2 ottobre.
Bragg, volendo far applicare il Confederate Conscription Act nel Commonwealth, decise di instaurare un governo provvisorio nella capitale statale appena conquistata di Frankfort. La cerimonia si svolse il 4 ottobre 1862. Humphrey Marshall fece il discorso di apertura, poi il generale Bragg presentò il governatore Hawes. Hawes lesse un lungo discorso in cui dichiarava "È ormai verità ed un fatto che l'Unione non può essere riformata". Promise di organizzare un incontro per l'istituzione di un governo permanente non appena possibile, e denunciò il tentativo dell'Unione di liberare gli schiavi. Durante la cerimonia i confederati abbassarono la guardia, subirono un'imboscata e dovettero ritirarsi di fronte al generale unionista Don Carlos Buell. In seguito Hawes negò di aver prestato giuramento e criticò aspramente Bragg.
Cacciato dallo stato natale, il consiglio della legislatura si disperse in attesa della chiamata del governatore Hawes. I pochi registri mostrano che il 30 dicembre 1862 Hawes convocò il consiglio, il revisore dei conti ed il tesoriere ad Athens (Tennessee) per il giorno 15 gennaio 1863. Hawes non riuscì a convincere il presidente Davis a far dimettere dal comando il proprio superiore, Humphrey Marshall. Il 4 marzo scrisse a Davis che "la nostra causa è in costante aumento" e gli assicurò che una nuova incursione nel Commonwealth avrebbe prodotto risultati migliori rispetto alla prima.
Anche i guai finanziari proseguirono. Hawes fu imbarazzato nell'ammettere che né lui né nessun altro sembravano sapere dei circa 45 000 dollari inviati da Columbus a Memphis durante l'occupazione confederata del Kentucky. Un altro duro colpo fu la decisione di Davis di non permettere ad Hawes di spendere un milione di dollari di cui si era appropriato segretamente nell'agosto 1861 per aiutare il Kentucky a sostenere la neutralità. Davis disse che i soldi non potevano essere spesi in quel modo, dato che il Kentucky faceva ormai parte della Confederazione.
Nel 1864 Hawes raggiunse la sorella nel piccolo insediamento della Virginia di Nelly's Ford. La moglie e la figlia lo raggiunsero. Questo luogo si trovava a soli 160 km da Richmond, il che permetteva ad Hawes di raggiungere facilmente la capitale confederata per incontrarsi col presidente Davis. Secondo i registri fino al 16 settembre 1864 Hawes mantenne la speranza di una nuova invasione militare del Kentucky. Nell'estate del 1864 il colonnello R. A. Alston del 9º cavalleria del Tennessee chiese al governatore Hawes aiuto per investigare i crimini che si dicevano essere stati commessi dal generale John Hunt Morgan durante le razzie non autorizzate in Kentucky. Hawes non rispose alla richiesta, Morgan fu sospeso dal comando il 10 agosto ed ucciso dalle truppe unioniste il 4 settembre 1864.

## Vecchiaia e morte
Hawes rimase a Nelly's Ford fino al maggio del 1865. Quando si convinse che era sicuro fare ritorno in Kentucky, Hawes giunse a Paris scoprendo che la sua casa era stata bruciata dalle truppe nordiste. Quattro dei figli di Hawes prestarono servizio nell'esercito confederato, compreso il generale di brigata James Morrison Hawes. Solo tre di loro tornarono a casa. Il 18 settembre 1865 Hawes prestò giuramento agli Stati Uniti d'America e gli fu permesso di riprendere la carriera da avvocato.
Nel 1866 fu eletto come giudice della contea di Bourbon. Il suo atto più famoso da giudice fu l'annullamento dei contratti di apprendistato per il Freedmen's Bureau del Kentucky. Hawes basò questa decisione sul fatto che i poteri del Bureau si estendevano solo agli stati che avevano partecipato alla ribellione, mentre il Kentucky non lo fece. Hawes fu scelto anche come commissario capo delle corti nel 1866. Nel 1871 Hawes fu citato come possibile candidato per la carica di governatore del Kentucky. Nel 1876 contribuì alla disputa nel suo partito tra Hayes e Tilden per l'elezione presidenziale. Hawes morì a Paris, in Kentucky, il 25 maggio 1877 e fu sepolto nel cimitero di Paris.